# Vladimir Jurkevič
Vladimir Ivanovič Jurkevič (rusko Владимир Иванович Юркевич), ruski inženir in ladijski konstruktor, * 5. junij 1885 Moskva, Rusija † 14. december 1964 New York, ZDA.                                                                            
Vladimir Jurkevič je bil konstruktor in glavni inženir francokse ladje SS Normandie. Kot inženir je delal v Rusiji, Franciji in ZDA. 

## Biografija
Rodil se je 5. junija 1885 v Moskvi in se med leti 1903 in 1907 udeležil političnega inštituta v Sankt Peterburgu, kjer je bil učenec učitelja Alekseja Krilova. Po diplomi se je Jurkevič vpisal na pomorsko šolo Kronstadt. Eno leto pozneje je dobil diplomo inženirja ladjedelništva in napredoval naprej. 
Bil je najet za delo v baltski ladjedelnici. Po porazu Rusije v vojni z Japonsko in dejanski izgubi mornarice v bitki pri Cušimi je Jurkevič ustanovil poveljniški štab, kjer je izdelal program za posodobitev ruske mornarice. Baltiška ladjedelnica naj bi imela posebno vlogo pri realizaciji programa. 
Mlademu inženirju so zaupali delo na največjih in najhitrejših križarkah, ki so takrat obstajale v ruski mornarici. Po mnenju specialistov je bil prvi ruski rušilec Sevastopol, splovljen leta 1911, prvi, ki ga je načrtoval Jurkevič. Znana Jurkevičeva "racionalizirana oblika" je bila prvič uresničena med gradnjo tega rušilca. 
Leta 1915 je Jurkevič odšel v oddelek za načrtovanje v baltski ladjedelnici. Imenovan je bil za inženirja podmornic Forel in Erš. Sodeloval je v postopku načrtovanja in testiranja 11 podmornic tipa AG. Bil je tudi eden glavnih inženirjev razreda super-dreadnought battlecruisers v katerem so bile Borodino, Kinbourn, Izmail in Navarin. Nova zasnova ladij je prinesla odlične rezultate na testiranjih, vendar ladje niso bile zgrajene zaradi oktobrske revolucije.
Med rusko državljansko vojno je Jurkevič postal častnik. Leta 1920 je po porazu Wranglove vojske na Krimu odšel v Turčijo. V celoti je doživel vse stiske življenja v tuji državi, vključno z absolutno nemogočo zaposlitvijo v svojem poklicu. Našel je službo kot stevedore. Nato je s skupino prebežnikov zgradil staro delavnico. Dve leti pozneje je odšel v Pariz.
Tudi v tistem času je bil Jurkevič izjemen inženir. Vendar je moral delati kot delavec v tovarni avtomobilov Renault in kot risar v ladjedelnici. Britanske ladjedelničarje je skušal prepričati, naj uporabljajo projekt trupa, ki ga je razvil v Rusiji, za gradnjo RMS Queen Mary in trdil je, da bi bil enakovreden povečanju moči 1/6, vendar so to zavrnili in ga niso sprejeli. 
Šele šest let pozneje je dobil priložnost za delo na podlagi svojih kvalifikacij. Zaposlil se je v velikem ladjedelniškem podjetju Penhoët.  Kmalu mu je podjetje Penhoët naročilo, da izdela projekt za izgradnjo nove čezatlantske linijske ladje, imenovane SS Normandie. Jurkevič se je odločil samostojno oblikovati načrt ladje, kar je imelo zelo pomembno vlogo v njegovem nadaljnjem življenju.
Delo na projektu se je začelo leta 1929. Za dokazovanje superiornosti svojih idej je Jurkevič verjel, da mora delati do pozne noči. "Svoje delo je ustvaril v primitivni okolici begunskega stila, kjer je bila risalna plošča najsvetejši predmet. Na stenah, tleh in na mizah so bili številni dopisi, mize, diagrami ..." se je spomnil eden od prijateljev Jurkeviča.  
Po več kot petih letih težkega dela, izračunov in preverjanja je bil projekt sprejet. "Dolgo sem moral delati. Oblike in zasnove, ki sem jih predlagal, so bile tako drugačne od splošno sprejetih, da sem se moral do konca zagovarjati v njihovo korist. To me je stalo veliko čustev," je pozneje priznal Jurkevič.
Testiranje, ki se je začelo najprej v Parizu in nato v Hamburgu, je pokazalo Jurkevičev popoln in očitno premočen model. To je bil najhitrejši izmed 25 modelov, ki so jih predlagali predvsem francoski strokovnjaki. Vsem je pritegnila novost njegovega trupa, ki je kombiniral Bulbous lok z Clipper-jevim vrhom trupa. 
S Francijo, ki je prvotno ni prizadela Velika gospodarska kriza, je Compagnie Générale Transatlantique ("CGT" ali "francoska družba") začela graditi Normandie leta 1931, in ga splovila leta 1932. Toda ker je kriza zmanjšala povpraševanje po čezatlantskem potovanja, CGT je upočasnila opremljanje in dve leti in pol pozneje je ladja končno zaplula. Na krstni plovbi maja 1935 iz Le Havreja do New Yorka je v štirih dneh, treh urah in petih minutah s povprečno hitrostjo skoraj 30 ladja preplula pot in si tako prislužila modri trak. Kasneje ga je osvojila RMS Queen Mary in jo nato spet osvojila nazaj, preden jo je za vedno izgubila. Toda revolucionarna zasnova trupa Normandie ji je s 160.000-konjskimi motorji omogočila skoraj tako hitro kot Queen Mary, ladjo skoraj enake velikosti, vendar z 212.000-konjskimi motorji. Normandie je zahteval tudi precej manj goriva kot Queen Mary. 
Jurkevič se je 5. marca 1937 preselil v Ameriko. V New Yorku je ustanovil tehnični urad, imenovan Yourkevitch Ship Designs, Inc., in začel pogajanja s predstavniki mornariških in trgovskih flot ZDA, pa tudi z zasebnimi ladjarji. AN Vlasov, prav tako diplomant Politehničnega inštituta in lastnik več kot štiridesetih linijskih ladij, je Jurkevič zagotovil finančno pomoč in svoje rojake nagovoril z naslednjim pozivom: "Mi, Rusi, Američani, smo zelo ponosni na uspeh našega nadarjenega rojaka in menimo, da je naša sveta dolžnost podpirati njegovo novo podjetje v Ameriki ... Ideal Vladimirja Jurkeviča vidimo kot nacionalni ideal Rusije. "
Prvo testiranje modelov ladij Jurkevič je potekalo v Washingtonu, DC, v vladnem bazenu za testiranje. Presegli so rezultate modelov, ki so jih zasnovali tekmovalci. Do leta 1938 je bilo po načrtih Jurkeviča zgrajenih ali rekonstruiranih 42 ladij.
Od leta 1939 do 1945 je Jurkevič nadaljeval znanstveni in izobraževalni študij. Številni članki so bili posvečeni problemom nadgradnje oblike trupa, stabilnosti in hitrosti ladje ter gradnja oceanskim linijskim ladij. Na Univerzi Michigana in na oddelku za ladjedelništvo Tehnološkega inštituta Massachusettsa je predaval o teoriji oblikovanja ladij. Leta 1940 je Jurkevič začel delati kot tehnični svetovalec ameriške pomorske uprave in prispeval k oblikovanju ameriških vojaških ladij med drugo svetovno vojno.
Jurkevič je bil v New Yorku 9. februarja 1942, ko je na Normandie, ki jo je ameriška vojna mornarica prenavljala v vojaško ladjo in preimenovala v Lafayette, med preureditvenimi deli izbruhnil požar, nato pa se je zaradi prekomernega gašenja požara ta začel širiti. Lahko bi rešil ladjo, ki temelji predvsem na njegovem intimnem poznavanju balastnih sistemov linijske linije, vendar gasilska enote NYC niso poklicali. Položaj je bil zapleten zaradi dejstva, da so bili napredni sistemi za gašenje požara v lasti takrat brez povezave in brez osebja.  Natova mornarica bi pozneje sodelovala z njim med tedaj največjo in najbolj zapleteno reševalno operacijo na potniški linijski ladji do incidenta križarke Coste Concordije iz leta 2012. Tudi po tem, ko je bila skoraj polovica ladje nad vodno gladino, so močno verjeli, da se jo lahko reši. Predsednik Franklin D. Roosevelt in drugi v vojnem ministrstvu so se počutili enako, vendar so nadaljnji inšpekcijski pregledi njenega inovativnega trupa kljub temu odkrili škodo in druge težave na ladji ter jo po mnenju strokovnjakov odvlekli na razrez. Dana je bila tudi ideja, da bi nekdanjo linijsko ladjo postavili v morje kot letalski prevoznik. Morebitni razplet Normandie leta 1946 naj bi bil razumljivo srčen do Jurkevič.
V letih po vojni 1954-1957 je Jurkevič delal na projektu velikanske ladje, ki bi v treh dneh z New Yorka v Le Havre pripeljala šest tisoč potnikov za le 50 dolarjev. Dve ladji tega razreda naj bi pluli na morski poti med ZDA in Nemčijo. Ameriški tisk je več let pretirano pisal nad senzacionalnim projektom, a ga ni bilo nikoli realizirati. V veliki meri so realizacijo ovirale finančne težave stranke, pa tudi ladjarske in letalske družbe, ki so se bale izgube potnikov in dobička.
Skoraj do konca svojih dni je delal kot svetovalec za velika ladjedelniška podjetja v Angliji, Kanadi in ZDA. Jurkevič je umrl 14. decembra 1964 v New Yorku. Pokopan je na ruskem pravoslavnem pokopališču v samostanu Novo-Diveevo v Nanuetu v New Yorku.